# العلاقات التشيلية الجورجية
العلاقات التشيلية الجورجية هي العلاقات الثنائية التي تجمع بين تشيلي وجورجيا.

## مقارنة بين البلدين
هذه مقارنة عامة ومرجعية للدولتين:
| وجه المقارنة                                              | تشيلي                         | جورجيا                          |
| --------------------------------------------------------- | ----------------------------- | ------------------------------- |
| المساحة (كم2)                                             | 756.10 ألف                    | 69.70 ألف                       |
| عدد السكان (نسمة)                                         | 17.37 مليون                   | 3.72 مليون                      |
| الكثافة السكانية (ن./كم²)                                 | 22.97                         | 53.37                           |
| العاصمة                                                   | سانتياغو                      | تبليسي، كوتايسي                 |
| اللغة الرسمية                                             | اللغة الإسبانية               | اللغة الجورجية، اللغة الأبخازية |
| العملة                                                    | بيزو تشيلي، وحدة حساب تشيلية ‏ | لاري جورجي                      |
| الناتج المحلي الإجمالي (بليون دولار)                      | 277.08 مليار                  | 15.16 مليار                     |
| الناتج المحلي الإجمالي (تعادل القوة الشرائية) بليون دولار | 419.39 مليار                  | 35.68 مليار                     |
| الناتج المحلي الإجمالي الاسمي للفرد دولار أمريكي          | 13.42 ألف                     | 3.79 ألف                        |
| الناتج المحلي الإجمالي للفرد دولار أمريكي                 | 22.07 ألف                     |                                 |
| مؤشر التنمية البشرية                                      | 0.832                         | 0.754                           |
| رمز المكالمات الدولي                                      | +56                           | +995                            |
| رمز الإنترنت                                              | .cl                           | .ge، .გე ‏                       |
| المنطقة الزمنية                                           | 00، 00، 00، 00                | ت ع م+04:00                     |

## منظمات دولية مشتركة
يشترك البلدان في عضوية مجموعة من المنظمات الدولية، منها:
| علم المنظمة | اسم المنظمة                   | تاريخ انضمام تشيلي | تاريخ انضمام جورجيا |
| ----------- | ----------------------------- | ------------------ | ------------------- |
|             | يونسكو                        | 7 يوليو 1953       | 7 أكتوبر 1992       |
|             | الفريق المعني برصد الأرض      | ?                  | ?                   |
|             | مؤسسة التمويل الدولية         | 15 أبريل 1957      | 29 يونيو 1995       |
|             | مؤسسة التنمية الدولية         | 30 ديسمبر 1960     | 31 أغسطس 1993       |
|             | منظمة التجارة العالمية        | ?                  | 14 يونيو 2000       |
|             | الاتحاد البريدي العالمي       | ?                  | ?                   |
|             | الاتحاد الدولي للاتصالات      | 1908               | 7 يناير 1993        |
|             | الأمم المتحدة                 | 24 أكتوبر 1945     | 31 يوليو 1992       |
|             | البنك الدولي للإنشاء والتعمير | 31 ديسمبر 1945     | 7 أغسطس 1992        |
|             | المنظمة الهيدروغرافية الدولية | ?                  | ?                   |

## وصلات خارجية
- موقع وزارة الخارجية التشيلية
- موقع وزارة الخارجية الجورجية